# 菊池長右ェ門
菊池 長右ェ門（きくち ちょううえもん、1934年4月7日 - 2020年7月26日）は、日本の政治家。
衆議院議員（1期）、岩手県議会議員、宮古市長を務めた。祖父は立憲政友会に所属した元衆議院議員の菊池長右衛門、父は初代宮古市長で日本自由党に所属した元衆議院議員の菊池長右衛門。叔父は元宮古市長の菊池良三。親子3代揃って同名な為、代々「菊長」と呼ばれる。
　

## 略歴
岩手県宮古市生まれ。慶應義塾大学法学部卒業。1965年、株式会社菊長商店（燃料販売会社）社長に就任する。1983年に自由民主党公認で岩手県議会議員選挙に立候補し、初当選。以後2回当選するが、3期目の途中に県議を辞職。宮古市長選挙に立候補して当選する。宮古市長就任後も党籍を有していたが、自由民主党副総裁の金丸信をめぐる東京佐川急便事件に反発し、自民党を離党した。市長退任後、1999年に宮古東ロータリークラブ会長に就任する。
2009年の第45回衆議院議員総選挙に民主党から同党比例東北ブロック単独24位で立候補し、当選する。
2011年2月17日、民主党政権交代に責任を持つ会に入会。
2012年の消費増税をめぐる政局では、6月26日の衆議院本会議で行われた消費増税法案の採決で、党の賛成方針に反して反対票を投じた。7月2日には山岡賢次らを介して離党届が提出された。民主党は7月3日の常任幹事会で離党届を受理せず除籍処分とする方針を決定し、7月9日の常任幹事会で正式決定した。
同年7月11日、国民の生活が第一結党に参加した。同年12月の第46回衆議院議員総選挙には日本未来の党から比例東北ブロック単独8位で立候補するも落選。
2020年（令和2年）7月26日22時38分、膵臓がんのため、宮古市内の病院で死去。86歳没。

## 不祥事
国民の生活が第一への移籍時に、民主党岩手県連が管理していた政治資金を民主党に無断で自らの資金管理団体に移していたことが発覚。2012年10月11日、民主党岩手県連は菊池と岩手県議・佐々木順一の2人に約4,950万円の損害賠償の支払いを求めて盛岡地方裁判所に提訴し、翌2013年11月8日に全額返済の判決が出された。